# Rignano Flaminio
Rignano Flaminio é uma comuna italiana da região do Lácio, província de Roma, com cerca de 6.872 habitantes. Estende-se por uma área de 38 km², tendo uma densidade populacional de 181 hab/km². Faz fronteira com Calcata (VT), Capena, Civitella San Paolo, Faleria (VT), Magliano Romano, Morlupo, Sant'Oreste.

## Demografia
| Variação demográfica do município entre 1861 e 2011                               |
|                                                                                   |
| Fonte: Istituto Nazionale di Statistica (ISTAT) - Elaboração gráfica da Wikipedia |